# Wast Mikołajów
FK Wast Mikołajów (ukr. ФК «Васт» Миколаїв) – ukraiński klub piłkarski, mający siedzibę w mieście Mikołajów, na południu kraju, grający od sezonu 2022/23 w rozgrywkach ukraińskiej Druhiej lihi.

## Historia
Chronologia nazw:
- 2014: FK Radsad (ukr. ФК «Радсад»)
- 2018: FK Wast Mikołajów (ukr. ФК «Васт» (Миколаїв))

Klub piłkarski FK Radsad został założony w maju 2014 roku w miejscowości Radsad, gdzie mieszkała rodzina założycieli klubu. Początkowo zespół składał się z wychowanków miejscowej szkoły sportowej i występował w rozgrywkach lokalnych. W 2018 roku klub został przemianowany na Wast, na cześć firmy z Mikołajowa sponsorującej drużynę i startował w mistrzostwach obwodu mikołajowskiego. W 2019 roku zespół został zwycięzcą pierwszej ligi mistrzostw Mikołajowa i srebrnym medalistą pierwszej ligi mistrzostw obwodu mikołajowskiego. W 2020 roku drużyna została brązowym medalistą wyższej ligi mistrzostw Mikołajowa i finalistą Pucharu Mikołajowa. W sezonie 2020/21 zdobyła mistrzostwo obwodu odeskiego i dotarła do półfinału Pucharu obwodu odeskiego. W sezonie 2021/22 startował w rozgrywkach Amatorskiej ligi. Z powodu inwazji Rosji na Ukrainę mistrzostwa zostały niedokończone, a klub zajmował czwarte miejsce.
Latem 2022 roku klub zgłosił się do rozgrywek Drugiej ligi (D3) i otrzymał status profesjonalny.

## Barwy klubowe, strój, herb, hymn
|  |  |  |

Klub ma barwy czerwono-czarno-białe. Piłkarze domowe spotkania zazwyczaj grają w białych koszulkach z czerwono-czarnymi rękawami, białych spodenkach oraz białych getrach.

## Sukcesy

### Trofea międzynarodowe
Do chwili obecnej klub jeszcze nigdy nie zakwalifikował się do rozgrywek europejskich.

### Trofea krajowe
| \| \| Zdobyte trofea w rozgrywkach Ukrainy (stan na: 31-05-2023) \| |                                                            |      |          |
| Rozgrywki                                                           | Osiągnięcie                                                | Razy | Sezon(y) |
| · Mistrzostwo                                                       | I miejsce                                                  | 0    |          |
| · Mistrzostwo                                                       | II miejsce                                                 | 0    |          |
| · Mistrzostwo                                                       | III miejsce                                                | 0    |          |
| Puchar                                                              | zdobywca                                                   | 0    |          |
| Puchar                                                              | finalista                                                  | 0    |          |
| Puchar                                                              | 1/64 finału                                                | 1    | 2023/24  |
| II liga                                                             | I miejsce                                                  | 0    |          |
| II liga                                                             | II miejsce                                                 | 0    |          |
| II liga                                                             | III miejsce                                                | 0    |          |
| Ukraina                                                             | Zdobyte trofea w rozgrywkach Ukrainy (stan na: 31-05-2023) |      |          |

- Druha liha (D3):
  - 7.miejsce (1x): 2022/23
- Amatorska liga (D4):
  - 4.miejsce (1x): 2021/22 (gr.3)
- Puchar obwodu mikołajowskiego:
  - zdobywca: 2021

## Poszczególne sezony

### Rozgrywki międzynarodowe

#### Europejskie puchary
Nie uczestniczył w rozgrywkach europejskich.

### Rozgrywki krajowe
| \| Ukraina \| Bilans występów klubu w rozgrywkach piłkarskich Ukrainy (Stan na 31 maja 2023 r.) \| \| |                                                                                   |        |       |   |   |   |    |    |     |         |        |        |      |
| Poziom                                                                                                | Rozgrywki                                                                         | Sezony | Mecze | Z | R | P | B+ | B– | Pkt | Lata    | Awanse | Spadki | Naj. |
| I | Premier-liha                                                                      | 0      |       |   |   |   |    |    |     |         | 0      | 0      |      |
| II | Persza liha                                                                       | 0      |       |   |   |   |    |    |     |         | 0      | 0      |      |
| III                                                                                                   | Druha liha                                                                        | 2      |       |   |   |   |    |    |     | od 2022 | 0      | 0      | 7    |
| IV | Amatorska liha                                                                    | 1      |       |   |   |   |    |    |     | 2021/22 | 1      | 0      | 4    |
| | Puchar Ukrainy                                                                    | 1      |       |   |   |   |    |    |     | od 2023 | 0      | 0      | 1/64 |
| Ukraina                                                                                               | Bilans występów klubu w rozgrywkach piłkarskich Ukrainy (Stan na 31 maja 2023 r.) |        |       |   |   |   |    |    |     |         |        |        |      |

## Piłkarze, trenerzy, prezydenci i właściciele klubu

### Trenerzy
...
- 2014–30.06.2023:  Anton Szymaneć
- 02.07.2023–...:  Artem Czornij

### Prezydenci
- 2014–...:  Stanisław Tepliak

## Struktura klubu

### Stadion
Klub piłkarski rozgrywa swoje mecze domowe na stadionie Centralnym w Mikołajowie, który może pomieścić 15.600 widzów.

## Kibice i rywalizacja z innymi klubami

### Derby
- Reał Farma Odessa